# Drassodes unicolor
Drassodes unicolor es una especie de araña araneomorfa del género Drassodes, familia Gnaphosidae. La especie fue descrita científicamente por O. Pickard-Cambridge en 1872.
La longitud del prosoma del macho es de 3,5 milímetros y el de la hembra 4 milímetros. La longitud del cuerpo del macho es de 4,3-5,3 milímetros y de la hembra 9,1-12,5 milímetros. La especie se distribuye por Libia, Egipto, Chipre, Líbano e Israel.